# Los Angeles Times
Los Angeles Times, comumente referido como Times ou LA Times, é um jornal diário pago publicado em Los Angeles, Califórnia, desde 1881. Foi o maior jornal metropolitano em circulação nos Estados Unidos em 2008 e o quarto mais amplamente distribuído do país. Em 2000, a Tribune Company, empresa-mãe tanto do Chicago Tribune quanto da estação de televisão local KTLA, adquiriu o Los Angeles Times através da aquisição de sua controladora, a Times Mirror Company. O Times é atualmente propriedade de Patrick Soon-Shiong.

## História
O Times foi publicado em 4 de Dezembro de 1881, como Los Angeles Daily Times sob a direção de Nathan Cole Jr. e Thomas Gardiner. Ele foi impresso pela primeira vez na gráficas do Mirror, de propriedade de Jesse Yarnell e T. J. Caystile. Incapazes de pagar a conta de impressão, Cole e Gardiner entregaram o jornal à Mirror Company. Enquanto isso, S. J. Mathes se juntou à empresa e foi a sua insistência que fez com que o Times continuasse a ser publicado. Em julho de 1882, Harrison Cinzento Otis se mudou de Santa Barbara para se tornar editor do jornal. Otis fez do Times um sucesso financeiro.

## Honrarias
Venceu o Prémio Pulitzer de Serviço Público em 1942, 1960, 1969, 1984, 2005 e 2011.[carece de fontes?]